# Robinsonella erasmi-sosae
Robinsonella erasmi-sosae är en malvaväxtart som beskrevs av Cirilo Nelson. Robinsonella erasmi-sosae ingår i släktet Robinsonella och familjen malvaväxter. Inga underarter finns listade i Catalogue of Life.